# Букаревац
Букаревац (алб. Bukuroc) је насеље у Србији у општини Прешево у Пчињском округу. Према попису из 2022. био је 661 становник.
Букаревац је старо село у равницу лево од реке Моравице.
У турском попису из XVI столећа помињу се Горње и Доње Букоровце.
Букаревац се сатоји из три махале: Горња мала, Средња мала и Горња мала.
После другог свестког рата постојало је 35 српских домаћинстава у овом насељу.
Топоним Букаревац постојао је од антропонима Букор, од имена фамилије Букоровци.
Овде се налази Железничка станица Букаревац.

## Демографија
У насељу Букаревац живи 550 пунолетних становника, а просечна старост становништва износи 28,2 година (27,0 код мушкараца и 29,5 код жена). У насељу има 195 домаћинстава, а просечан број чланова по домаћинству је 4,64.
Ово насеље је великим делом насељено Албанцима (према попису из 2002. године).
|  |

| Демографија | Демографија | Демографија |
| Година      | Становника  | Становника  |
| ----------- | ----------- | ----------- |
| 1948.       | 457         |             |
| 1953.       | 526         |             |
| 1961.       | 597         |             |
| 1971.       | 679         |             |
| 1981.       | 672         |             |
| 1991.       | 630         | 619         |
| 2002.       | 905         | 1.062       |
| 2022.       | 661         |             |

| Етнички састав према попису из 2002.‍ | Етнички састав према попису из 2002.‍ | Етнички састав према попису из 2002.‍ | Етнички састав према попису из 2002.‍ | Етнички састав према попису из 2002.‍ |
| ------------------------------------ | ------------------------------------ | ------------------------------------ | ------------------------------------ | ------------------------------------ |
|                                      |                                      |                                      |                                      |                                      |
| Албанци                              | Албанци                              |                                      | 899                                  | 99,33%                               |
| непознато                            | непознато                            |                                      | 6                                    | 0,66%                                |

| Година пописа     | 1948. | 1953. | 1961. | 1971. | 1981. | 1991. | 2002. |
| ----------------- | ----- | ----- | ----- | ----- | ----- | ----- | ----- |
| Број домаћинстава | 75    | 82    | 93    | 96    | 88    | 103   | 24    |

| Број чланова      | 1 | 2  | 3  | 4  | 5  | 6  | 7  | 8 | 9 | 10 и више | Просек |
| ----------------- | - | -- | -- | -- | -- | -- | -- | - | - | --------- | ------ |
| Број домаћинстава | 1 | 22 | 28 | 42 | 46 | 31 | 16 | 6 | 1 | 2         | 4,64   |

| Пол    | Укупно | Неожењен/Неудата | Ожењен/Удата | Удовац/Удовица | Разведен/Разведена | Непознато |
| ------ | ------ | ---------------- | ------------ | -------------- | ------------------ | --------- |
| Мушки  | 300    | 92               | 198          | 10             | 0                  | 0         |
| Женски | 306    | 78               | 207          | 21             | 0                  | 0         |
| УКУПНО | 606    | 170              | 405          | 31             | 0                  | 0         |

| Пол    | Укупно                    | Пољопривреда, лов и шумарство | Рибарство                            | Вађење руде и камена | Прерађивачка индустрија       |
| ------ | ------------------------- | ----------------------------- | ------------------------------------ | -------------------- | ----------------------------- |
| Мушки  | 212                       | 187                           | 0                                    | 0                    | 4                             |
| Женски | 142                       | 139                           | 0                                    | 0                    | 1                             |
| УКУПНО | 354                       | 326                           | 0                                    | 0                    | 5                             |
| Пол    | Производња и снабдевање   | Грађевинарство                | Трговина                             | Хотели и ресторани   | Саобраћај, складиштење и везе |
| Мушки  | 0                         | 0                             | 1                                    | 0                    | 0                             |
| Женски | 0                         | 0                             | 0                                    | 0                    | 0                             |
| УКУПНО | 0                         | 0                             | 1                                    | 0                    | 0                             |
| Пол    | Финансијско посредовање   | Некретнине                    | Државна управа и одбрана             | Образовање           | Здравствени и социјални рад   |
| Мушки  | 0                         | 0                             | 1                                    | 2                    | 1                             |
| Женски | 0                         | 0                             | 0                                    | 1                    | 0                             |
| УКУПНО | 0                         | 0                             | 1                                    | 3                    | 1                             |
| Пол    | Остале услужне активности | Приватна домаћинства          | Екстериторијалне организације и тела | Непознато            | Непознато                     |
| Мушки  | 1                         | 0                             | 0                                    | 15                   | 15                            |
| Женски | 0                         | 0                             | 0                                    | 1                    | 1                             |
| УКУПНО | 1                         | 0                             | 0                                    | 16                   | 16                            |